# Nicolas Laframboise
Nicolas Laframboise (* 10. April 2000) ist ein kanadischer Snowboarder. Er startet in den Disziplinen Slopestyle und Big Air.

## Werdegang
Laframboise startete international erstmals bei den Juniorenweltmeisterschaften 2017 in Klínovec. Dort belegte er den 69. Platz im Big Air und den 44. Rang im Slopestyle. Sein Debüt im Snowboard-Weltcup hatte er im November 2017 in Mailand, das er auf dem 47. Platz im Big Air beendete. Im März 2018 wurde er in Calgary kanadischer Juniorenmeister im Slopestyle. Bei den Juniorenweltmeisterschaften 2018 in Cardrona errang er den 20. Platz im Big Air und den 16. Platz im Slopestyle. Nach Platz vier im Big Air in Cardrona zu Beginn der Saison 2019/20, holte er im Big Air in Modena seinen ersten Weltcupsieg. Zudem errang in Atlanta den zweiten Platz und zum Saisonende den sechsten Platz im Freestyle-Weltcup und den zweiten Platz im Big-Air-Weltcup.